# Emil Sulger-Gebing
Emil Sulger-Gebing, född den 7 juli 1863 i Basel, död den 29 december 1923, var en tysk litteraturhistoriker.
Sulger-Gebing var professor i tyska språket samt allmän och tysk litteraturhistoria vid tekniska högskolan i München. Han skrev om Dante i den tyska litteraturen, bröderna Schlegel i deras förhållande till de bildande konsterna 1897), Heinse (1903), Hermann Kurz (1904), Hugo von Hofmannsthal (1905), Goethe och Dante (1907), Peter Cornelius (1908), Gerhart Hauptmann (1909; 2:a upplagan 1916) med mera, varjämte han gav ut arbeten av Cornelius, Runge och Novalis med flera.